# Gérard Piouffre
Gérard Piouffre, né le 20 janvier 1946  à Orléans et mort le 20 avril 2020 à Saint-Cyr-sur-Loire, est un écrivain, journaliste, conférencier et historien français spécialisé dans la marine, l'aviation et l'histoire militaire.

## Biographie
Né le 20 janvier 1946 à Orléans, Gérard Piouffre a rejoint l'Armée de l'air où il a été breveté contrôleur aérien. Rendu à la vie civile, il a ensuite été agent de trafic à la British European Airways, puis steward à la compagnie Air France.
Parallèlement, il a étudié l'archéologie navale au séminaire de Jean Boudriot au Musée national de la marine et le modélisme d'arsenal auprès d'un ami ébéniste. À partir de 1994, il publie plus de trente livres sur l'histoire de la marine, notamment sur le Titanic. Il est également l'auteur de plusieurs centaines d'articles de presse.
Gérard Piouffre a participé au tournage de plusieurs films documentaires et il a été l'invité de nombreuses émissions radio et TV en France et à l'étranger.

## Publications
- L’Aurore : frégate légère de 22 canons, Marines, 1994, 96 p.  (ISBN 2909675106)
- Naissance de la marine américaine, Rigel, 1995, 149 p.  (ISBN 2909537080)
- La Guerre russo-japonaise sur mer 1904 - 1905, Marines, 1999, 320 p.  (ISBN 2909675564)
- Manuel de modélisme, J2P Éditions.
- La Légende du Cutty Sark, Del Prado éditeur, fascicules de la collection « Construire le Cutty Sark »
- Trois Siècles de croiseurs français, avec Henri Simoni, Marines, 2001, 120 p.  (ISBN 290967570X)
- Voiliers et Hommes de mer, avec Serge Legendre, Hachette Collections, 2002  (ISBN 2846342156)
- Pirates, avec Richard Roussel, Mango, 2002, 117 p.  (ISBN 284270357X)
- Les mots de la marine, Larousse, 2003, 239 p.  (ISBN 2035053641)
- L'Hermione, frégate de 1779, Société de Géographie de Rochefort et Comité de documentation historique de la marine (CRDHM), 2005, 108 p.
- Le gréement des navires anciens, J2P Éditions
- L'artillerie de marine des origines à nos jours: traité de modélisme naval, J2P Éditions, 2005, 190 p.  (ISBN 2951828330)
- La Première guerre mondiale, Verdun, avec Bernard Crochet, Nov'Edit, 2006, 375 p.  (ISBN 2350330648)
- Le courrier doit passer: l'aventure de l'Aéropostale, Larousse, 2007, 286 p.  (ISBN 2035833558)
- Dictionnaire de la marine, Larousse, 2007, 473 p.  (ISBN 2035836670)
- La guerre d'Algérie, avec Bernard Crochet, EDL, 2008, 336 p.  (ISBN 2846903298)
- Pirates, Flibustiers et Forbans: Des origines à nos jours, avec Bernard Crochet, DuMay, 2009, 140 p.  (ISBN 2841021203)
- Paquebots: Des lignes régulières aux croisières, avec Bernard Crochet, ETAI, 2009, 190 p.  (ISBN 2726888526)
- Le Titanic ne répond plus, Larousse, 2009, 317 p.  (ISBN 2035841968)
- L'Âge d'or des voyages en paquebot, Le Chêne, 2009, 357 p.  (ISBN 2812300027)
- Titanesques Travaux: 150 ans de grands chantiers, avec Bernard Crochet, Editions DuMay, 2010, 160 p.  (ISBN 2841021238)
- La Guerre russo-japonaise, avec Bernard Crochet, ETAI, 2010, 190 p.  (ISBN 2726889638)
- Nous étions à bord du Titanic, First éditions, 2012, 296 p.  (ISBN 978-2754029773)
- Les Grands naufrages, du Titanic au Costa Concordia, First éditions, 2012, 273 p.,  (ISBN 978-2-7540-4004-4)
- Les grandes inventions, First éditions, 2013
- Les traites négrières, Éditions Ouest-France, 2013
- Titanic, la Monographie, avec Cyril et Lionel Codus. Photos de maquette par Christophe Martinez. J2P, 2013, 114 p.  (ISBN 2-9518283-6-5)
- 1914 - L'année terrible, avec Bernard Crochet, EDL 2014
- Un crime de guerre en 1915 ? - Le torpillage du Lusitania. Vendémiaire 2015
- Lapérouse - Le voyage sans retour. Vuibert 2016  (ISBN 978-2-311- 10136-2)
- Eurêka ! Les Grandes Inventions de l'Histoire, First, 2017
- Sauveteurs en Mer, SNSM, avec Bernard Rubinstein - Ouest France, 2017  (ISBN 978-2-7373-7419-7)
- Le Titanic - Vérités et légendes, Perrin, 2018  (ISBN 978-2-262-07264-3)
- Pirates, corsaires, flibustiers et autres forbans, Éditions Ouest-France, 2018  (ISBN 978-2-7373-7842-3)
- Corsaires, flibustiers et autres forbans, Éditions Ouest-France, 2019  (ISBN 978-2-7373-7926-0)
- U-Boote, La guerre sous-marine des allemands, avec Bernard Crochet, Éditions Ouest-France, 2020,  (ISBN 978-2-7373-8391-5). Son dernier ouvrage avant sa mort pendant le premier confinement.

## Distinctions
- Chevalier de l'ordre du Mérite maritime (15 janvier 2015)[1].
- Officier de l'ordre des Arts et des Lettres (16 septembre 2019) - Chevalier depuis le 15 décembre 2000.
- Médaille de la jeunesse, des sports et de l'engagement associatif, bronze (7 janvier 1994).
- Médaille d'honneur de l'Aéronautique (9 juillet 1997).